# Justin Gaunt
Justin Gaunt (1970) est un joueur de polo anglais, directeur du Polo Club de Saint-Tropez-Haras de Gassin.

## Biographie

### Jeunesse
Après avoir passé sa jeunesse à York, Justin Gaunt a commencé à jouer au polo en Argentine à l'âge de 17 ans. 
Il a ensuite rejoint le monde professionnel du polo. 

### Joueur de polo professionnel
Il a joué dans plusieurs équipes de renommée mondiale, dont celles du père de Memo Gracida à Mexico, de Caros Gracida, de Gonzalo Pieres, de Kerry Packer, ainsi que Billy et Andy Bush aux États-Unis.
Actuellement noté avec un handicap de 4, il a atteint le handicap 5 au sommet de sa carrière, dans les années 1990. 
Il a notamment remporté la Royal Windsor Cup, la Holden White Cup, la Duke of Wellington Cup, la Brecknock Cup, la Smith Ryland Cup, le Prince of Wales Trophy, la $100,000 World Cup et le Palm Beach 22 Goal,. 
En 2014, il était classé 420e meilleur joueur mondial. 

### Polo Club de Saint-Tropez
Justin Gaunt travaille depuis le milieu des années 2000 pour Alshair Fiyaz. Le propriétaire du Polo Club Saint-Tropez lui a confié les fonctions de directeur.
Il également membre du conseil d'exploitation de l'office de tourisme de Gassin.

### Source et bibliographie
Justin Gaunt, Interview, Interview Justin Gaunt General Manager du Polo Club Saint-Tropez, French Live TV, (consulté le 13 août 2017).
Justin Gaunt, Interview, Justin Gaunt, Director of St Tropez Polo Club, speaks about the challenges for the future, Polo Line, 3 août 2016 (consulté le 13 août 2017).
Justin Gaunt, interview par Agnès Bouquet, Justin Gaunt : L'Homme fort du polo de Gassin, Global TV Saint-Tropez, 15 septembre 2015 (consulté le 13 août 2017).
(en) Horace A. Laffaye, Polo in Britain : A History, Jefferson, Londres, McFarland & Company, 2012, 364 p. (lire en ligne)
(en) Horace A. Laffaye, The Polo Encyclopedia, 2d Ed., Jefferson, McFarland, 2015 (lire en ligne)